# ناپیوستگی لهمان

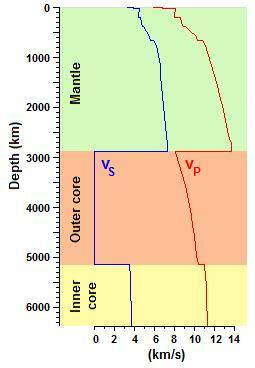
سرعت امواج S و امواج P در داخل زمین

ناپیوستگی لهمان (به انگلیسی: Lehmann discontinuty) یک ناپیوستگی است که به افزایش ناگهانی سرعت امواج پی و اس در مجاورت ۳۰±۲۲۰ کیلومتری زیر زمین اشاره دارد. این ناپیوستگی در زیر قاره‌ها و معمولاً در زیر اقیانوس‌ها قرار دارد.